# Aquiba
Aquiba ou Aquiva bem José (Akiva ben Yosef; c. 40 – c. 135) foi um tanaíta hebreu que introduziu um novo método de interpretação da lei oral (Halacá) que veio a se tornar à Mishná – mas, devido à falta de documentos históricos seu nome virou assunto de inúmeras lendas populares; uma delas a do Pomar (paraíso). Apesar da rica quantidade de material proporcionado pela literatura rabínica, o retrato do homem que por quase dois mil anos traçou o caminho do rabinato é incompleto. Uma história completa do Rabi Aquiba jamais foi escrita e por isso há tais lendas envolvendo esse personagem, considerado no judaísmo como o abba (pai) do judaísmo rabínico.

## Parentesco e juventude
Aquiba filho de José (escrito no estilo babilônico עקיבא, e no hebraico עקיבה—outra forma para עקביה), que geralmente é chamado simplesmente de Rabi Aquiba, era de parentesco comparativamente humilde. Um mal-entendido da expressão Zekut Avot, juntou-se a uma tradição sobre Sísera, capitão do exército de Hazor, é a fonte de outra tradição, o que faz de Aquiba um descendente de Sisera. Da história romântica do casamento de Aquiba com a filha do rico de Jerusalém, Calba Sabua (Kalba Sabu'a), cujo pastor ele diz ter sido, apenas que ele foi um pastor é verdadeira. O nome de sua esposa era Rachel, e ela era filha de um homem completamente desconhecido chamado Joshua, que é especificamente mencionado como o sogro de Aquiba. Ela ficou lealmente ao lado do marido durante aquele período crítico de sua vida em que Aquiba, até então inimigo mortal dos rabinos, um verdadeiro 'am ha-areẓ (ignorante), decidiu colocar-se na posição daqueles homens anteriormente detestados. Uma tradição confiável narra que Aquiba com a idade de quarenta anos, e quando era pai de uma numerosa família dependente dele, avidamente assistiu à academia de sua cidade natal, Lida, presidida por Eliezer ben Hircano. O fato de Eliezer ter sido seu primeiro professor, e o único a quem Aquiba designa mais tarde como rabi, é importante para determinar a data do nascimento de Aquiba. Sabe-se que, em 95-96, Aquiba já havia alcançado grande destaque, além disso, estudou durante treze anos antes de se tornar professor. Assim, o início de seus anos de estudo cairia entre 75-80. Antes disso, João bem Zacarias (Johanan ben Zakkai) estava vivo; e Eliezer, sendo seu aluno, não teria tido autoridade na vida de Johanan. Consequentemente, se aceitarmos a tradição de que Aquiba tinha quarenta anos quando começou o estudo da Lei, ele deve ter nascido entre 40-50. Além de Eliezer, Aquiba teve outros professores, principalmente Josué bem Ananias (Joshua ben Hananiah) e Naum de Gimzo. Com Rabban Gamaliel II., a quem ele conheceu depois, ele estava em pé de igualdade. Em certo sentido, Ṭarfão foi considerado como um dos mestres de Aquiba; mas o aluno superou seu professor e Ṭarfão se tornou um dos maiores admiradores de Aquiba. Aquiba provavelmente permaneceu em Lida, enquanto Eliezer habitou ça, e depois levou a própria escola para Bene Berak, cinco milhas romanas de Jafa. Aquiba também viveu por algum tempo em Zifrão, o moderno Zafrân, perto de Hamate.

## Suas relações com o Barcoquebas
O maior tanaíta de meados do século II veio da escola de Aquiba, notavelmente Meir, Judá bem Ilai, Simeão ben Yoḥai, José ben Ḥalafta, Eleazar b. Xamai e Neemias. Além destes, que todos alcançaram grande renome, Aquiba, sem dúvida, teve muitos discípulos cujos nomes não foram passados, mas cujo número é determinado pela Agadá em 12 000, 24 000, e 48 000. Que essas figuras devam ser consideradas meras exagerações agádicas, e não, como alguns historiadores modernos insistem, como o número real de seguidores políticos de Aquiba, é evidente a partir da passagem, Ket. 106a, em que há exageros semelhantes em relação aos discípulos de outros rabis. A parte que Aquiba disse ter tomado na guerra de Barcoquebas não pode ser determinada historicamente. O único fato estabelecido a respeito de sua conexão com Barcoquebas é que o venerável professor realmente considerava o patriota como o prometido Messias; e isso é absolutamente tudo o que há em evidência de uma participação ativa de Aquiba na revolução. As numerosas viagens que, de acordo com fontes rabínicas, Aquiba teria feito, não podem ter estado de alguma forma relacionadas com a política. Em 95-96, Aquiba estava em Roma, e algum tempo antes de 110 ele estava em Neardeia; que jornadas não poderiam ter sidos feitas para coincidir com os planos revolucionários. Em vista do modo de viajar então em voga, não é de todo improvável que Aquiba tenha visitado vários outros lugares com importantes comunidades judaicas; mas falta informação sobre este ponto. Um motivo suficiente para recusar credibilidade em qualquer participação da Aquiba nos movimentos políticos anti-romanos de sua época é a declaração dos Baraita, que ele sofreu o martírio por conta de sua transgressão dos éditos de Adriano contra a prática e a ensino da religião judaica, uma razão religiosa e não política para a sua morte.
A morte de Aquiba, que, de acordo com Sanh. 12a, ocorrido após vários anos de prisão, deve ter ocorrido cerca de 132, antes da supressão da revolução de Barcoquebas; do contrário, como Frankel observa, o atraso dos romanos em executá-lo seria bastante inexplicável. Que os interditos religiosos de Adriano precederam a derrubada de Barcoquebas, é mostrado por Mek., Mishpaṭim, 18, onde Aquiba considera o martírio de dois de seus amigos como antevisão do seu próprio destino. Após a queda de Betar, não foram necessários presságios para predizer os dias maus. Lendas sobre a data e a maneira da morte de Aquiba são numerosas; mas todos elas devem ser desconsideradas, como sendo sem fundamento histórico.